# ギムネマ酸
| ギムネマ酸   | ギムネマ酸        | ギムネマ酸         | ギムネマ酸         | ギムネマ酸 |
| ------------ | ----------------- | ------------------ | ------------------ | ---------- |
| 構造式       |                   |                    |                    |            |
| ギムネマ酸   | I                 | II                 | III                | IV         |
| R1:          | チグロイル        | 2-メチルブチロイル | 2-メチルブチロイル | チグロイル |
| R2:          | アセチル          | アセチル           | H                  | H          |
| CAS登録番号: | 122168-40-5       |                    |                    |            |
| PubChem:     | kurz - PubChem    |                    |                    |            |
| 分子式:      | C43H66O14         |                    |                    |            |
| モル質量:    | 806,97574 g·mol−1 |                    |                    |            |

ギムネマ酸（ギムネマさん、Gymnemic acid）類は、キョウチクトウ科（旧分類ではガガイモ科）のホウライアオカズラ（Gymnema sylvestre）の葉から単離される配糖体である。ジジフィンやホズルシンといったギムネマ酸類は、抗甘味化合物（甘味抑制物質）である。この葉を噛んだ後は、ショ糖の溶液の甘味を感じなくなり、ただの水のように感じる。
20種類以上のギムネマ酸の類縁体がホウライアオカズラの葉から見出されている。ギムネマ酸Iが最も高い抗甘味作用を有している。ギムネマ酸Iはアスパルテームといった人工甘味料や甘味タンパク質のソーマチンといった天然甘味料を含むほとんどの甘味料の甘味を抑制する。この抗甘味活性は可逆的であるが、舌が甘味を再び感じるようになるには10分以上を要する。